# Handsome Lake
Handsome Lake (* 1735; † 10. August 1815) oder Ganioda'yo (Θkanyatararí•yau• in der Sprache der Tuscarora) war ein indianischer Prophet vom Stamm der Seneca und religiöser Führer der Irokesen.

## Militärischer Werdegang
Handsome Lake kämpfte während des Pontiac-Aufstands gegen die Briten und war am Hinterhalt der Seneca in der Schlacht von Devil’s Hole beteiligt, in dem zwei britische Abteilungen beinahe vollständig ausgelöscht wurden. 1765 war er an einem Angriff der Seneca gegen die Cherokee und die Choctaw beteiligt. Während des Amerikanischen Unabhängigkeitskriegs kämpfte er gegen die rebellierenden amerikanischen Kolonisten, vermutlich nahm er auch an der Schlacht von Oriskany teil. Als gewöhnlicher Krieger kämpfte er in der Schlacht von Wyoming (Pennsylvania) und im Massaker von Cherry Valley (New York). Im Jahre 1780 war er an einem Angriff auf Canajoharie beteiligt. Anschließend schloss er sich einer anderen Gruppe an, die gegen Susquehanna zogen, plünderten und töteten.

## Religiöse Lehre
(siehe auch: Die Langhaus-Religion bei den Seneca)
Handsome Lake prägte das Leben der Irokesen in ihrer jüngeren Geschichte sehr stark. Er war einer der acht Häuptlinge, welche die Seneca beim irokesischen Rat vertraten. Er war dem Alkohol nicht abgeneigt und ging mit dem Trinken so weit, dass ihn 1799 ein Kollaps niederwarf. Sein Gesundheitszustand war sehr schlecht. Später berichtete er von einer Vision, die ihm während seiner Krankheit erschienen sei: Vier Engel kamen als Boten des „Großen Geistes“ (einer Gleichsetzung des christlichen Gottes mit der irokesischen Lebenskraft Orenda) und überbrachten ihm die neue Lehre der „Guten Nachricht“. Aus den Eindrücken der Vision formulierte Handsome Lake eine neue religiöse Lehre, die er bei den Irokesen verbreitete. Vor allem bei den Seneca, den Onondaga und den Cayuga fiel seine neue Religion auf fruchtbaren Boden. Die Lehren des Propheten beeinflussten deren Leben in der Folge sehr stark. Die zu diesem Zeitpunkt bereits stark christianisierten Mohawk und Oneida blieben der neuen Botschaft gegenüber allerdings kritisch.
Die synkretistische Religion von Handsome Lake schlug eine Brücke zwischen dem traditionellen Glauben der Irokesen und dem Christentum (vor allem geprägt durch das Quäkertum). Viele Menschen, die von den beiden Kulturen hin- und hergerissen waren, nahmen die neue Religion dankbar an. Unter anderem verbot Handsome Lake Zeremonien der Medizinbünde, die in der Nacht stattfanden.
Die Lehren Handsome Lakes wurden als The Code of Handsome Lake bekannt. Traditionalisten lehnen die Lehren wegen der christlichen Einflüsse und der pazifistischen Umwandlung sowie der Übernahme der Grundsätze des Great Law of Peace ab.